# Costante di Legendre
La costante di Legendre è una costante matematica che appare nella formulazione di Legendre del teorema dei numeri primi. Essa è definita come
{\displaystyle B=\lim _{n\rightarrow \infty }\ln(n)-{n \over \pi (n)},}
dove {\displaystyle \pi (x)} è il numero dei primi inferiori a {\displaystyle x}.
Il valore effettivo della costante è stato oggetto di numerosi studi; è stato infine dimostrato da Charles Jean de la Vallée-Poussin che essa vale 1, per cui il suo utilizzo riveste ad oggi unicamente un valore storico.
Legendre aveva congetturato nel 1796 che π(x) è asintotico a
{\displaystyle \pi (x)\sim {\frac {x}{\ln(x)-B}},}
ove B è una qualunque numero reale, ipotizzando inoltre che, tra tutte le possibili scelte di b, la migliore approssimazione è quella che si ottiene scegliendo B = 1,08366. Tuttavia, la dimostrazione del Teorema dei numeri primi (con la stima del termine d'errore) provata da de la Vallée-Poussin nel 1899, implica che la migliore approssimazione si ottiene con B = 1, contrariamente a quanto predetto da Legendre.